# Liste de ponts de l'Oise

## Ponts de longueur supérieure à 100 m
Les ouvrages de longueur totale supérieure à 100 m du département de l’Oise sont classés ci-après par gestionnaires de voies.

### Routiers
- Viaduc Oise-Aisne à Compiègne (2 143 mètres, RN 31)

### Ferroviaires
- Viaduc de Verberie sur la LGV Nord (1 526 mètres)
- Viaduc de Commelles sur la Ligne Paris-Nord - Lille
- Pont de Laversine sur l'Oise sur la Ligne Paris-Nord - Lille (entre Montataire et Creil)
- Viaduc de Chantilly sur la Ligne Paris-Nord - Lille
- Pont sur l'Oise à Compiègne sur l'ancienne Ligne Rochy-Condé - Soissons

## Ponts de longueur comprise entre 50 m et 100 m
Les ouvrages de longueur totale comprise entre 50 et 100 m du département de l’Oise sont classés ci-après par gestionnaires de voies.

### Routiers
- Pont Solférino (Compiègne)
- Pont de Creil (Creil, D916A)

## Ponts présentant un intérêt architectural ou historique
Les ponts de l’Oise inscrits au titre des monuments historiques sont :
- Ponts de Fascines - Breuil-le-Vert - Breuil-le-Sec[1]
- Pont Jeanne-d'Arc - Compiègne[2]